# 1992 SK13
1992 SK13 är en asteroid i huvudbältet, som upptäcktes den 26 september 1992 av den japanske amatörastronomen Atsushi Sugie i Dynic-observatoriet.
Asteroiden har en diameter på ungefär 4 kilometer och den tillhör asteroidgruppen Levin.